# 気象論 (アリストテレス)
『気象論』（きしょうろん、希: Μετεωρολογικά、ギリシア語ラテン翻字: Meteorologica、羅: Meteorologica, Meteora、英: Meteorology）とは、古代ギリシャの哲学者アリストテレスによって書かれた、地球の地上・大気圏における気象現象についての自然哲学書。
アリストテレスの自然学著作の中では、『自然学』『天体論』『生成消滅論』に次ぐ、第4の書物であり、それらの内容を引き継いだものとなっている。
ギリシャ語で書かれた古代の注解には、アフロディシアスのアレクサンドロス、ピロポノス、オリュンピオドロスのものが現存する。

## 構成

Meteorologica

全4巻から成るが、第4巻は後世の挿入であることが古来定説となっており、内容的にも連続性が無い、とされていたが近年では偽作説を採る学者は殆どおらず、アリストテレスの真作であることはほぼ疑いない。I. Hammer jensenは同巻の機械論的な性格、原子論的見解を思わせる物体の通孔構造への言及を根拠にランプサコスのストラトンであるという説を唱えたが、機械論的性格を同巻に見出すことは困難であり、目的論が放棄されている訳でもなく、通孔に関しても多孔質的な物体が持つ微細な構造としての孔であり、原子論的な細孔説つまりは原子論的な空虚とは無関係である。『動物の諸部分について』二巻第六章、第五巻第四章など動物学的著作においても多く同巻への言及が見られ、古くはガレノス、アフロディシアスのアレクサンドロスもこの巻の真作性について疑念を持っていない。
アレクサンドロスは「アリストテレスの手になるものであるが、それは確かに気象論的研究の部類ではない･･････『生成と消滅について』に続くものであろう」と論じたが、D. Furleyは動物学著作は同巻を前提しており、自然学著作の結末であり動物学への序論として、『気象論』における同巻の位置を正当としている。P.Louisは同巻が『気象論』三巻の続きとして望まれた形ではない理由として、アリストテレスの関心が生物学へとすでに移っていたからという理由を主張した。
4巻までの構成は以下の通り。
- 第1巻 - 全14章。
  - 第1章 - 序論。『気象論』で扱う領域。
  - 第2章 - 予備研究1 : 『天体論』『生成消滅論』における四元素の要約。
  - 第3章 - 予備研究2 : 宇宙を占める第五の元素「アイテール」（エーテル）と、地上（月下）を占める四元素の相対位置。
  - 第4章 - 流星と、それに類する諸現象。
  - 第5章 - 種々の光象。
  - 第6章 - 彗星(1) : 彗星にまつわる諸論。
  - 第7章 - 彗星(2) : 彗星の原因。
  - 第8章 - 銀河。
  - 第9章 - 雲、雨、霧。
  - 第10章 - 露、霜。
  - 第11章 - 雪。
  - 第12章 - 雹。
  - 第13章 - 風(1)、川。
  - 第14章 - 気候。
- 第2巻 - 全9章。
  - 第1章 - 海(1) : 海の始原にまつわる諸論。
  - 第2章 - 海(2) : 海水塩分の原因1。
  - 第3章 - 海(3) : 海水塩分の原因2。
  - 第4章 - 風(2) : 風の原因（質料因、始原因）。
  - 第5章 - 風(3) : 季節・地域と風の方位。
  - 第6章 - 風(4) : 風の方位と名称。
  - 第7章 - 地震(1) : 地震の原因にまつわる諸論。
  - 第8章 - 地震(2) : 地震の原因・種類。
  - 第9章 - 雷(1) : 雷の原因にまつわる諸説。
- 第3巻 - 全6章。
  - 第1章 - 雷(2)、ハリケーン、竜巻。。
  - 第2章 - 暈、虹、幻日、太陽柱についての概説。
  - 第3章 - 暈。
  - 第4章 - 虹(1) : 虹の物理的諸条件。
  - 第5章 - 虹(2) : 虹の大きさと太陽の位置。
  - 第6章 - 幻日、太陽柱。

- 第4巻 - 全12章

## 内容
アリストテレスは、地球を含む宇宙を天上界と地上界に分け、「気象論」の中では今でいう大気現象（気象）に限らず地上界の自然現象を説明しようとした。構成に見えるように、彼が説明しようとした自然現象は多岐にわたる。その中の一つに風の成因がある。彼は地上界において「蒸発気または蒸発物（exhalation）」という概念を創造した。湿った蒸発気は熱によって水蒸気となり、主に鉛直方向に循環すると考えた。また、乾いた蒸発気の一部が天上界に引っ張られて水平方向に地球を巡る風となると考えた。彼は風を空気の動態とはせず、風かどうかはその始原（実体）が乾いた蒸発気かどうかによって決まると考えた。この風の成因はアイザック・ニュートンによる万有引力の発見によって、天上界と地上界という考え方が否定されるまで続いた。
彼は5つの気候帯が太陽高度（緯度）で決まると考え、太陽の傾き（clima）はその後気候（climate）の語源となった。彼が唱えた熱帯（torrid zone）は灼熱により人間は居住できないとした。この考え方は大航海時代まで続くとともに、逆に大航海時代には実際に熱帯を越えられたことから、それ以降古代ギリシャ自然哲学が疑問視されるようになるきっかけの一つとなった。

## 日本語訳
- 『アリストテレス全集 5』 泉治典、村治能就訳 岩波書店、1969年
- 『新版 アリストテレス全集 6』 三浦要訳 岩波書店、2015年